# Liste von Söhnen und Töchtern der Stadt Newark (New Jersey)
Dies ist eine Liste bekannter Persönlichkeiten, die in der US-amerikanischen Stadt Newark (New Jersey) geboren wurden. Die Liste erhebt keinen Anspruch auf Vollständigkeit.

## 18. Jahrhundert

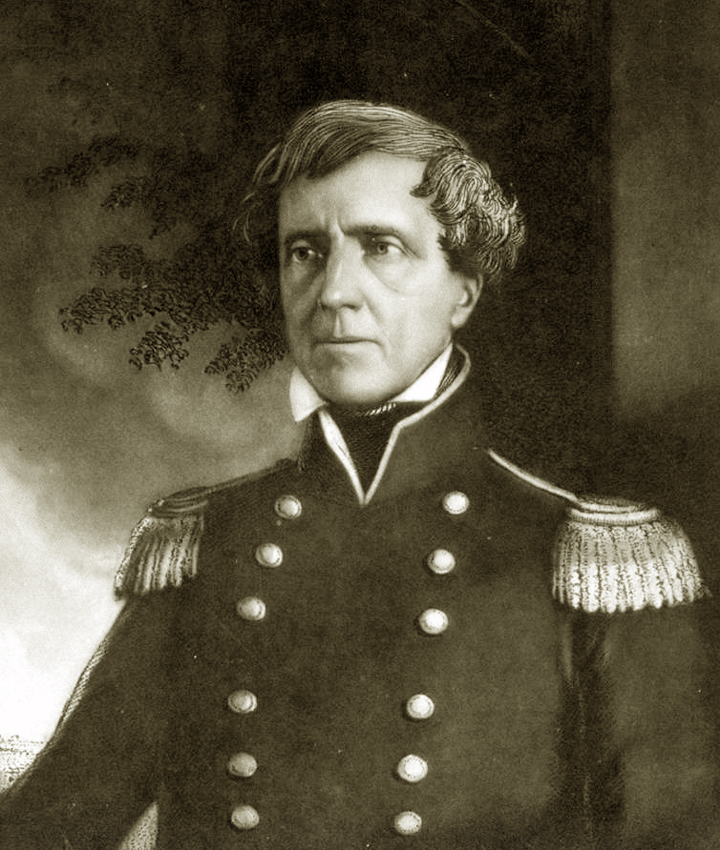
Stephen W. Kearny
(1794–1848)

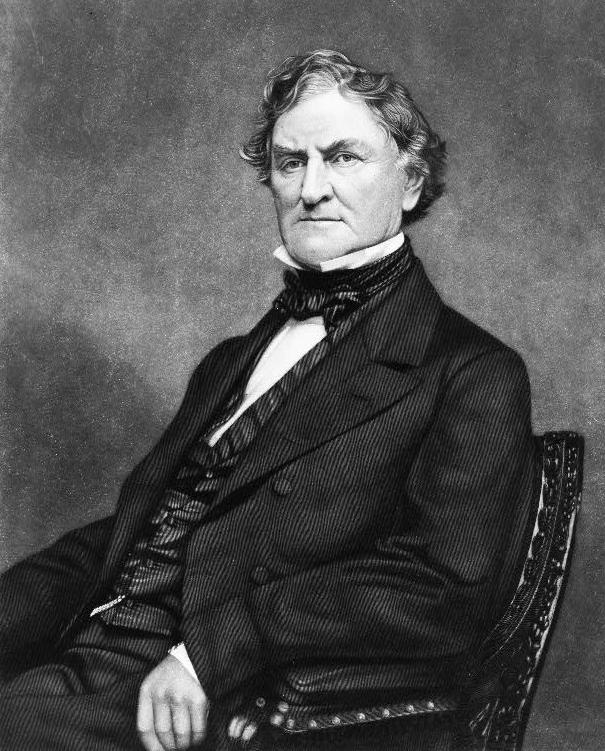
William Pennington
(1796–1862)

- John Sergeant (1710–1749), englischer Missionar in Stockbridge in Massachusetts
- Isaac Tichenor (1754–1838), Politiker, Jurist, Gouverneur und Senator von Vermont
- Aaron Burr (1756–1836), Politiker und 3. Vizepräsident der Vereinigten Staaten von Amerika
- William S. Pennington (1757–1826), Jurist und Politiker
- Thomas Ward (um 1759 – 1842), Politiker
- Josiah Ogden Hoffman (1766–1837), Jurist und Politiker
- Jacob Burnet (1770–1853), Politiker
- Nicholas Longworth (1783–1863), Rechtsanwalt, Bankier, Immobilienkaufmann, Mäzen, Gartenbau-Experte und Winzer
- Timothy Davis (1794–1872), Politiker
- Stephen W. Kearny (1794–1848), Offizier
- William Pennington (1796–1862), Politiker

## 19. Jahrhundert

### 1801–1875

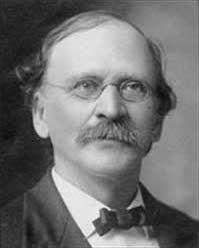
Edward W. Morley
(1838–1923)

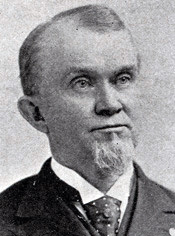
James A. Connolly
(1843–1914)

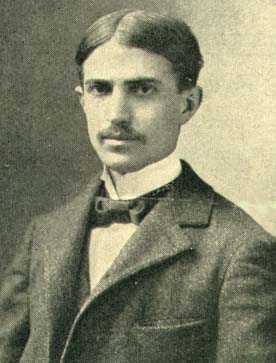
Stephen Crane
(1871–1900)

- Alexander C. M. Pennington (1810–1867), Politiker
- Marcus Lawrence Ward (1812–1884), Politiker
- Benjamin F. Conley (1815–1886), Politiker
- William Augustus Darling (1817–1895), Politiker
- Frederick Halstead Teese (1823–1894), Politiker
- Julius Adolph de Lagnel (1827–1912), General der Konföderierten Staaten von Amerika im Amerikanischen Bürgerkrieg
- George H. Noonan (1828–1907), Politiker
- Moses G. Crane (1835–1898), Unternehmer, Erfinder und Abgeordneter
- Edward W. Morley (1838–1923), Chemiker
- Michael Augustine Corrigan (1839–1902), römisch-katholischer Erzbischof von New York
- Helen Amira Shafer (1839–1894), Mathematikerin und Präsidentin des Wellesley College
- James A. Connolly (1843–1914), Politiker
- Frances Brundage (1854–1937), Malerin, Illustratorin und Kinderbuchautorin
- John Joseph O’Connor (1855–1927), römisch-katholischer Bischof von Newark
- Alexander F. Harmer (1856–1925), Maler und Illustrator
- William Bates (1860–1931), Augenarzt
- Henry Holden Huss (1862–1953), Komponist
- William M. Wright (1863–1943), Generalleutnant der United States Army
- Louis Michel Eilshemius (1864–1941), Maler
- Francis F. Patterson (1867–1935), Politiker
- Percy Hamilton Stewart (1867–1951), Politiker
- Henry S. Washington (1867–1934), Geologe und Mineraloge
- Paul J. Moore (1868–1938), Politiker
- William F. Birch (1870–1946), Politiker
- Louis Adolphe Coerne (1870–1922), Komponist
- Benedict Lincoln Prieth (1870–1934), Zeitungsverleger und Publizist
- Stephen Crane (1871–1900), Schriftsteller
- Marion Estelle Edison-Oeser (1873–1965), Tochter des Erfinders und Großindustriellen Thomas Alva Edison
- John Driscoll Fitz-Gerald (1873–1946), Romanist und Hispanist
- Edward W. Berry (1875–1945), Paläobotaniker

### 1876–1900

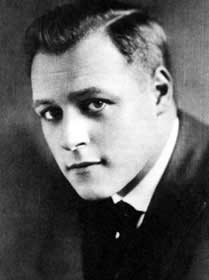
Harold Lockwood
(1887–1918)

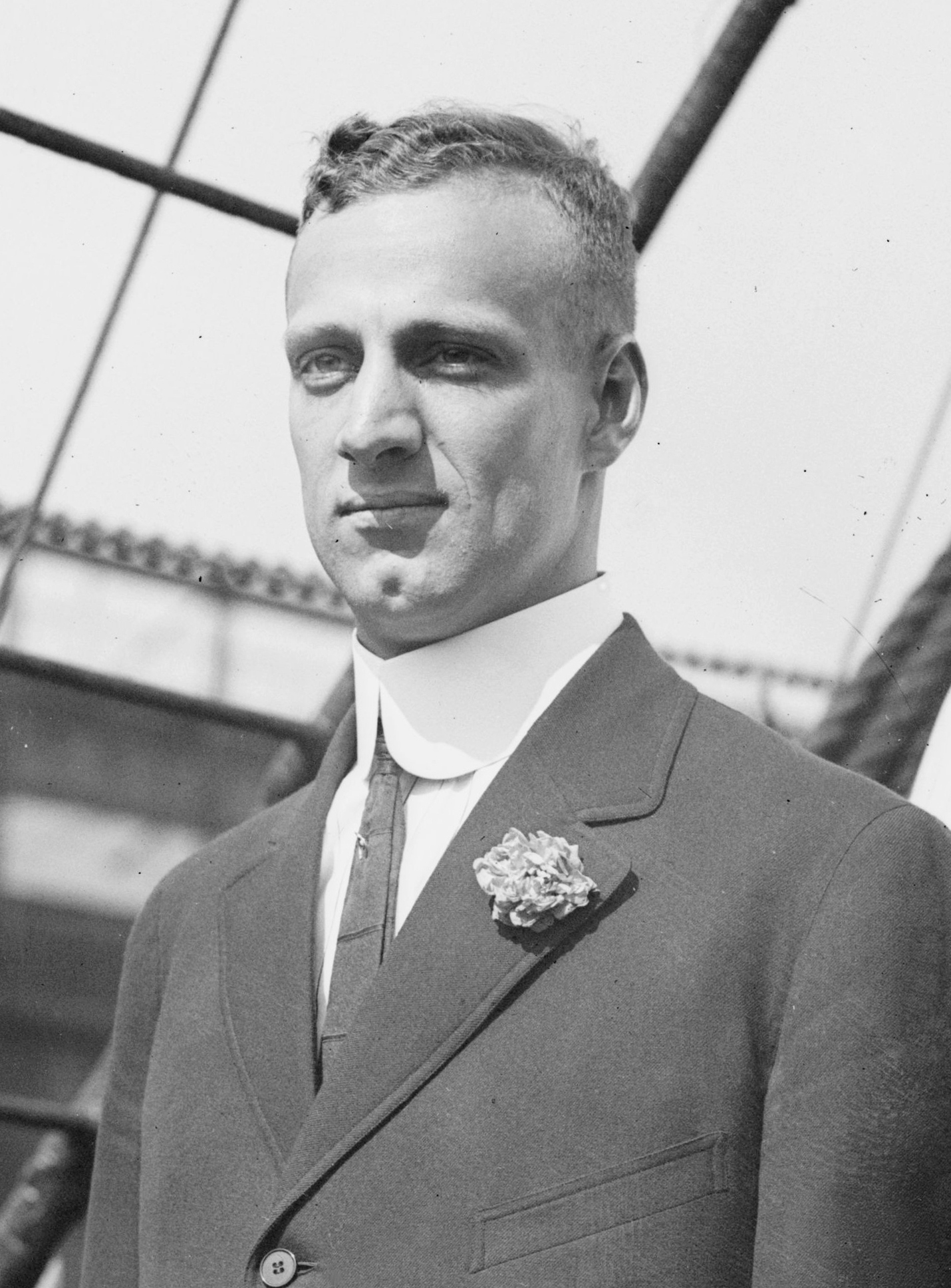
Ben Adams
(1890–1961)

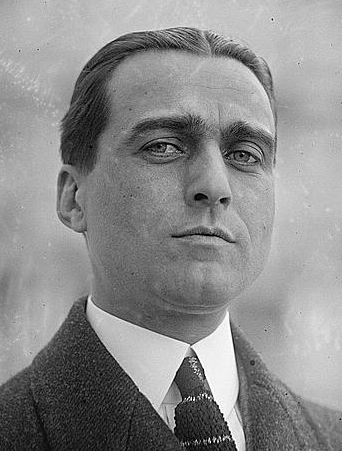
James Clement Dunn
(1890–1979)

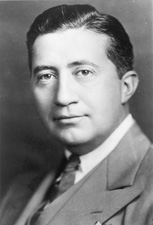
Arthur Walsh
(1896–1947)

- Taylor Holmes (1878–1959), Theater- und Filmschauspieler
- Ruth St. Denis (1879–1968), Tänzerin, Choreographin und Pädagogin
- Franklin W. Fort (1880–1937), Politiker
- George Mehnert (1881–1948), US-amerikanischer Ringer deutscher Herkunft
- John Eisele (1884–1933), Langstreckenläufer
- Albert Zirkel (1884–1945), Ringer, olympischer Bronzemedaillengewinner 1904[1]
- Harold Lockwood (1887–1918), Schauspieler
- Emil Ernst (1889–1942), deutscher Astronom
- Robert M. Haas (1889–1962), Filmarchitekt
- Ben Adams (1890–1961), Leichtathlet
- James Clement Dunn (1890–1979), Diplomat
- Francis Joseph Monaghan (1890–1942), römisch-katholischer Bischof von Ogdensburg
- Fred Taylor (1890–1968), Radrennfahrer
- Harriet Adams (1892–1982), Schriftstellerin
- George Cooper (1892–1943), Stummfilmschauspieler[2]
- Malcolm McGregor (1892–1945), Schauspieler[3]
- Harriet Stratemeyer Adams (1892–1982), Autorin
- John Knudsen Northrop (1895–1981), Industrieller und Flugzeugkonstrukteur
- H. Norman Schwarzkopf senior (1895–1958), Polizeioffizier und General
- Christopher Dotterweich (1896–1969), Radrennfahrer
- Charles Wagenheim (1896–1979), Schauspieler
- Arthur Walsh (1896–1947), Politiker
- Nick Lucas (1897–1982), Jazz- und Unterhaltungsmusiker
- August Desch (1898–1964), Hürdenläufer
- Bennie Krueger (1899–1967), Jazz-Komponist und Bigband-Leader
- Ted Fiorito (1900–1971), Jazzmusiker
- George M. Wallhauser (1900–1993), Politiker
- Anthony Young (1900–1970), Radrennfahrer

## 20. Jahrhundert

### 1901–1910

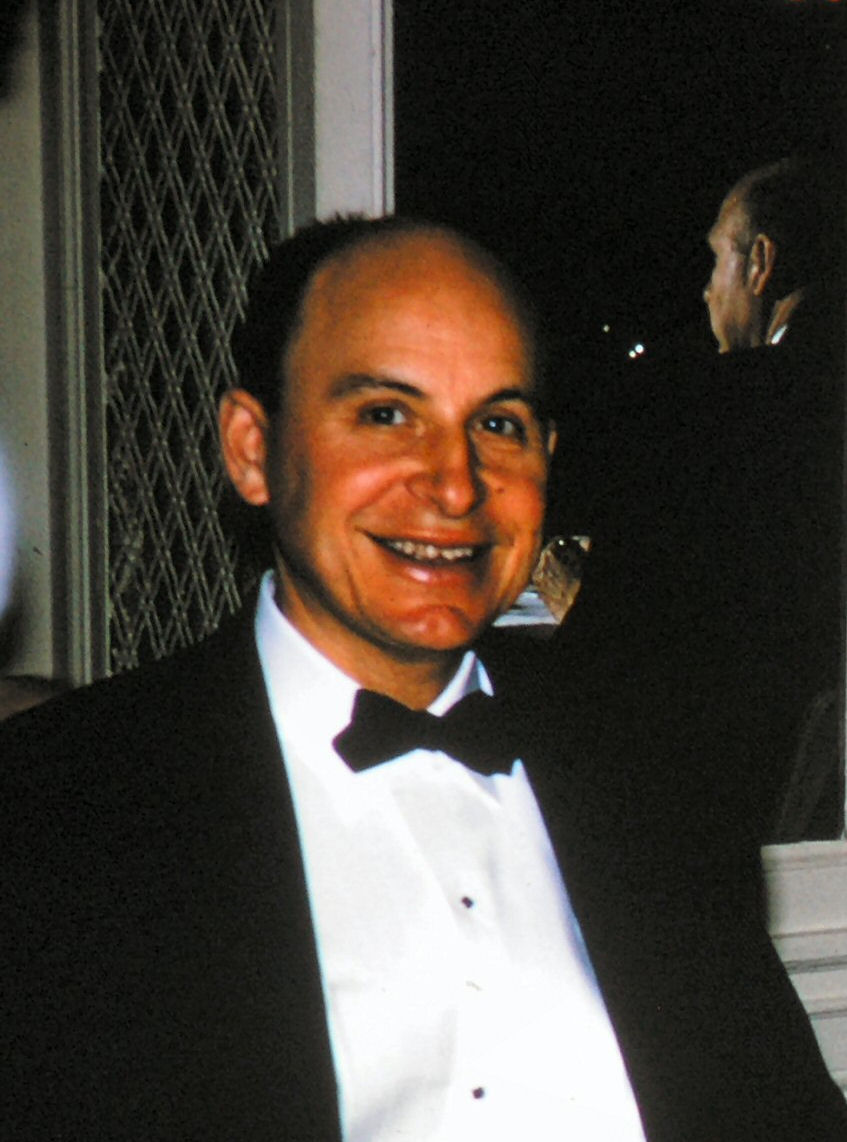
Eugene G. Rochow
(1909–2002)

- Harry Stradling Sr. (1901–1970), Kameramann
- Sol Halperin (1902–1977), Kameramann und Special-Effect-Techniker
- Joe Tarto (1902–1986), Jazzbassist
- Leo Huberman (1903–1968), Journalist
- Edward L. O’Neill (1903–1948), Politiker
- George William Ahr (1904–1993), römisch-katholischer Bischof von Trenton
- William Fenn (1904–1980), Radrennfahrer
- Matty Malneck (1904–1981), Jazzmusiker und Komponist
- Viola Gertrude Wells (1904–1984), Bluessängerin
- Abner Zwillman (1904–1959), Mafioso („Kosher Nostra“), galt als „Al Capone von New Jersey“
- James Gallagher (1905–nach 1928), Fußballspieler
- Jotham Johnson (1905–1967), Klassischer Archäologe
- Marion Parsonnet (1905–1960), Drehbuchautor
- Dore Schary (1905–1980), Schriftsteller, Drehbuchautor und Filmproduzent
- William Joseph Brennan (1906–1997), Jurist, Richter am Obersten Gerichtshof
- Carl Kress (1907–1965), Jazzgitarrist
- Gregory Mangin (1907–1979), Tennisspieler
- Eugene G. Rochow (1909–2002), Chemiker
- Peter Wallace Rodino (1909–2005), Kongressabgeordneter
- Rudy Williams (1909–1954), Jazzsaxophonist
- John W. Campbell (1910–1971), Science-Fiction-Schriftsteller und Herausgeber
- William Trager (1910–2005), Parasitologe

### 1911–1920

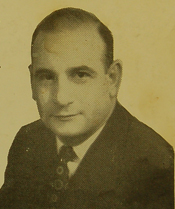
Hugh Joseph Addonizio
(1914–1981)

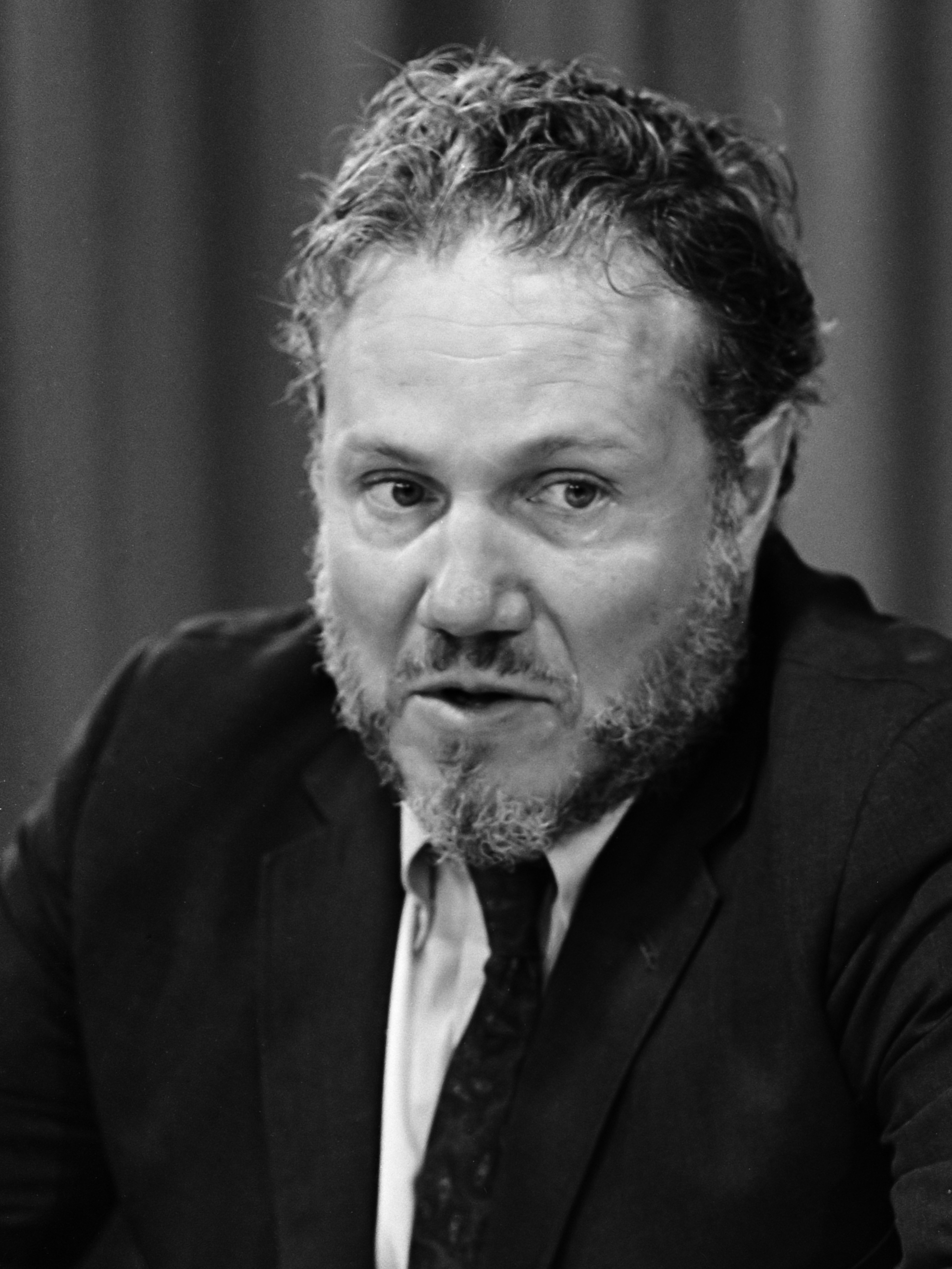
Leslie Fiedler
(1917–2003)

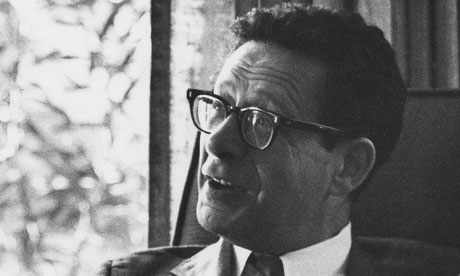
Harold Garfinkel
(1917–2011)

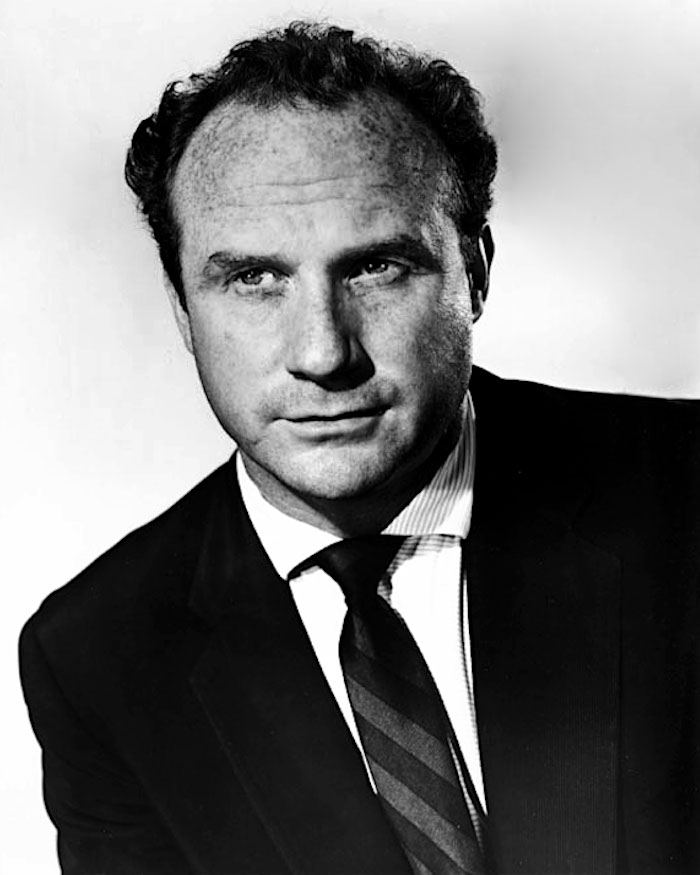
Jack Warden
(1920–2006)

- Steve Lysak (1912–2002), Kanute und Olympiasieger 1948
- Ernie Powell (1912 – unbekannt), Jazzmusiker
- Hugh Joseph Addonizio (1914–1981), Politiker; von 1962 bis 1970 Bürgermeister von Newark
- Bill Littlejohn (1914–2010), Film-Animator und Gewerkschafter
- Bobby Plater (1914–1982), Jazz-Saxophonist
- Tino Reboli (1914–1985), Radrennfahrer
- Al Sellinger (1914–1986), Radrennfahrer
- Vincent Pasquale Biunno (1916–1991), Bundesrichter
- Dolly Dawn (1916–2002), Sängerin
- Bernard Greenhouse (1916–2011), Cellist und Musikpädagoge
- Lowell Hastings (1916–1993), Jazz- und R&B-Musiker
- Clem Moorman (1916–2017), Musiker und Schauspieler
- Monroe Eliot Wall (1916–2002), Chemiker, Entdecker von Chemotherapeutika
- Elwood Engel (1917–1986), Chefdesigner der Chrysler Corporation
- Leslie Fiedler (1917–2003), Literaturwissenschaftler und -kritiker
- Bill Finegan (1917–2008), Jazzpianist, Bandleader und Arrangeur
- Harold Garfinkel (1917–2011), Soziologe und Begründer der Ethnomethodologie
- Lou Carter (1918–2005), Jazzmusiker
- Leonard Krieger (1918–1990), Neuzeithistoriker
- Ike Quebec (1918–1963), Jazzmusiker und Musikproduzent
- Morton Schindel (1918–2016), Filmproduzent
- Jerry Wald (1918–1973), Klarinettist und Bandleader
- Babs Gonzales (1919–1980), Jazzsänger
- Jason Seley (1919–1983), Bildhauer
- Philip Selznick (1919–2010), Soziologe
- Charles Smith (1919–2008), Perkussionist
- Philip Stein (1919–2009), genannt „Estaño“, Maler
- Norman Tokar (1919–1979), Filmregisseur und Schauspieler
- Sam Moskowitz (1920–1997), Science-Fiction-Autor und -Herausgeber
- Arthur Nobile (1920–2004), Mikrobiologe
- Irving Ravetch (1920–2010), Drehbuchautor
- Jack Warden (1920–2006), Film- und Bühnenschauspieler

### 1921–1930
1921–1925:

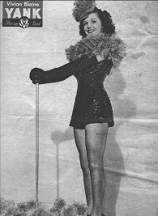
Vivian Blaine
(1921–1995)

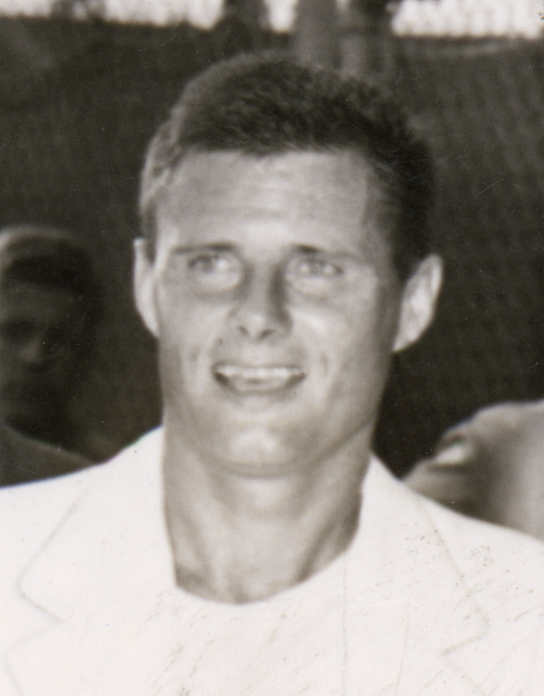
Ted Schroeder
(1921–2006)

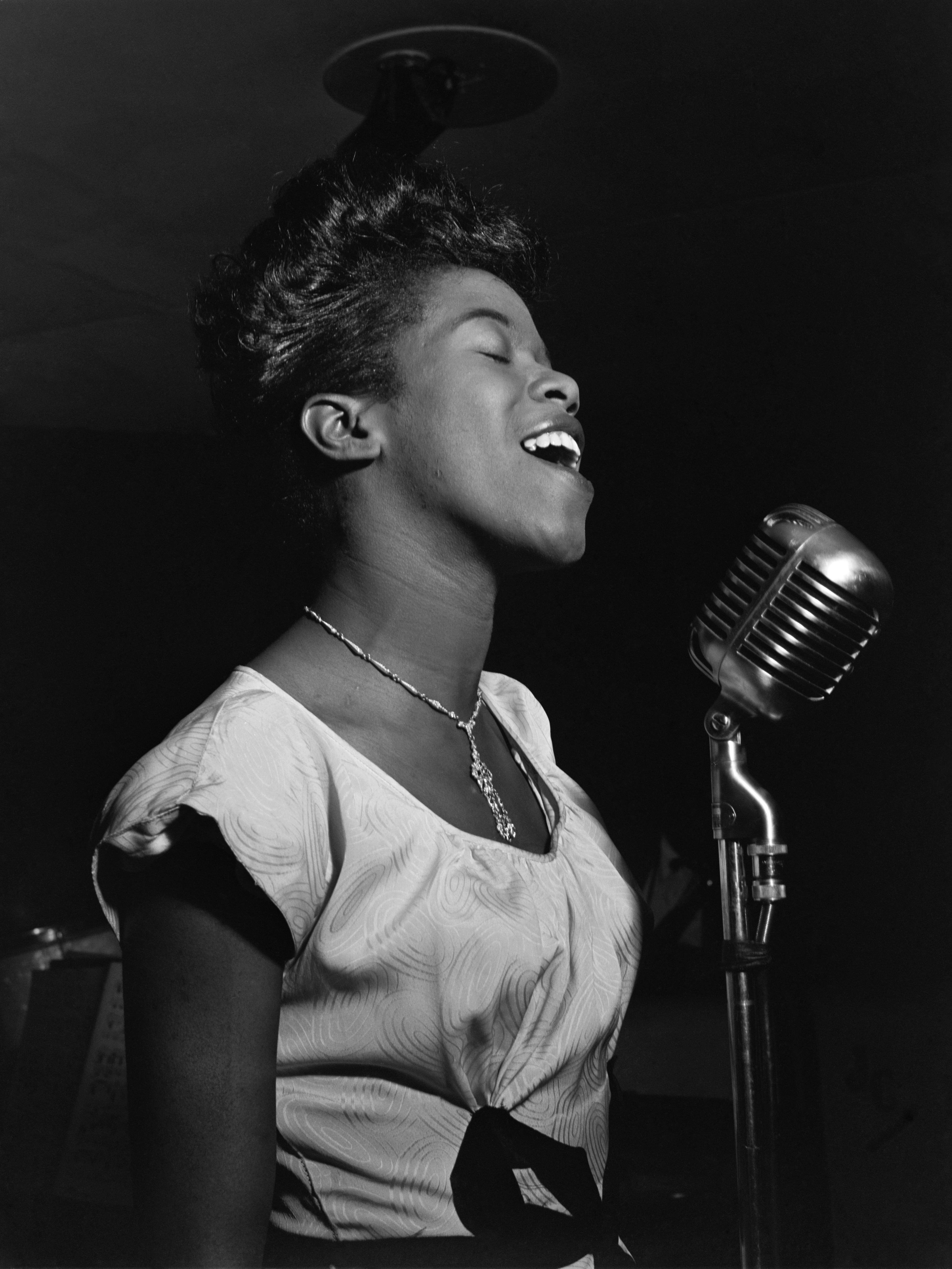
Sarah Vaughan
(1924–1990)

- Vivian Blaine (1921–1995), Schauspielerin
- Vinnie Burke (1921–2001), Jazzbassist
- Mike Nazaruk (1921–1955), Autorennfahrer
- Ted Schroeder (1921–2006), Tennisspieler
- Bill Witt (1921–2013), Fotograf
- Stan Applebaum (1922–2019), Pianist, Komponist, Arrangeur und Orchesterleiter
- Charita Bauer (1922–1985), Schauspielerin
- Lorraine Gordon (1922–2018), Friedensaktivistin und Jazzclubbesitzerin
- Grace Hartigan (1922–2008), Malerin
- Helen Schifano (1922–2007), Turnerin und olympische Bronzemedaillengewinnerin 1948[4]
- Faye Adams (1923–2016), Sängerin
- Chris Argyris (1923–2013), Professor für Verwaltungswissenschaften in Yale und Mitbegründer der Organisationsentwicklung
- William Campbell (1923–2011), Schauspieler
- Robert Ellenstein (1923–2010), Schauspieler, Sänger und Schauspielpädagoge
- Al Haig (1924–1982), Jazz-Musiker
- Arnold Harberger (* 1924), Ökonom
- Leonard B. Kaufman (1924–2009), Schauspielagent und Filmproduzent
- Eleanor Kish (1924–2014), US-amerikanisch-kanadische Künstlerin
- Eva Marie Saint (* 1924), Schauspielerin
- Sarah Vaughan (1924–1990), Jazz-Sängerin
- Dick Sheridan (≈1925–2018), Jazz- und Studiomusiker
- Robert Brownjohn (1925–1970), Grafikdesigner
- Marvin Davis (1925–2004), Unternehmer und Multimilliardär
- Paul Kurtz (1925–2012), Philosoph und säkularer Humanist
- Connie Simmons (1925–1989), Basketballspieler[5]

1926–1930:

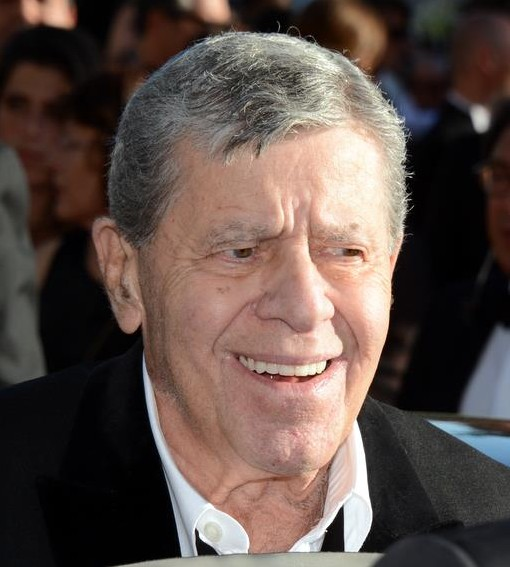
Jerry Lewis
(1926–2017)

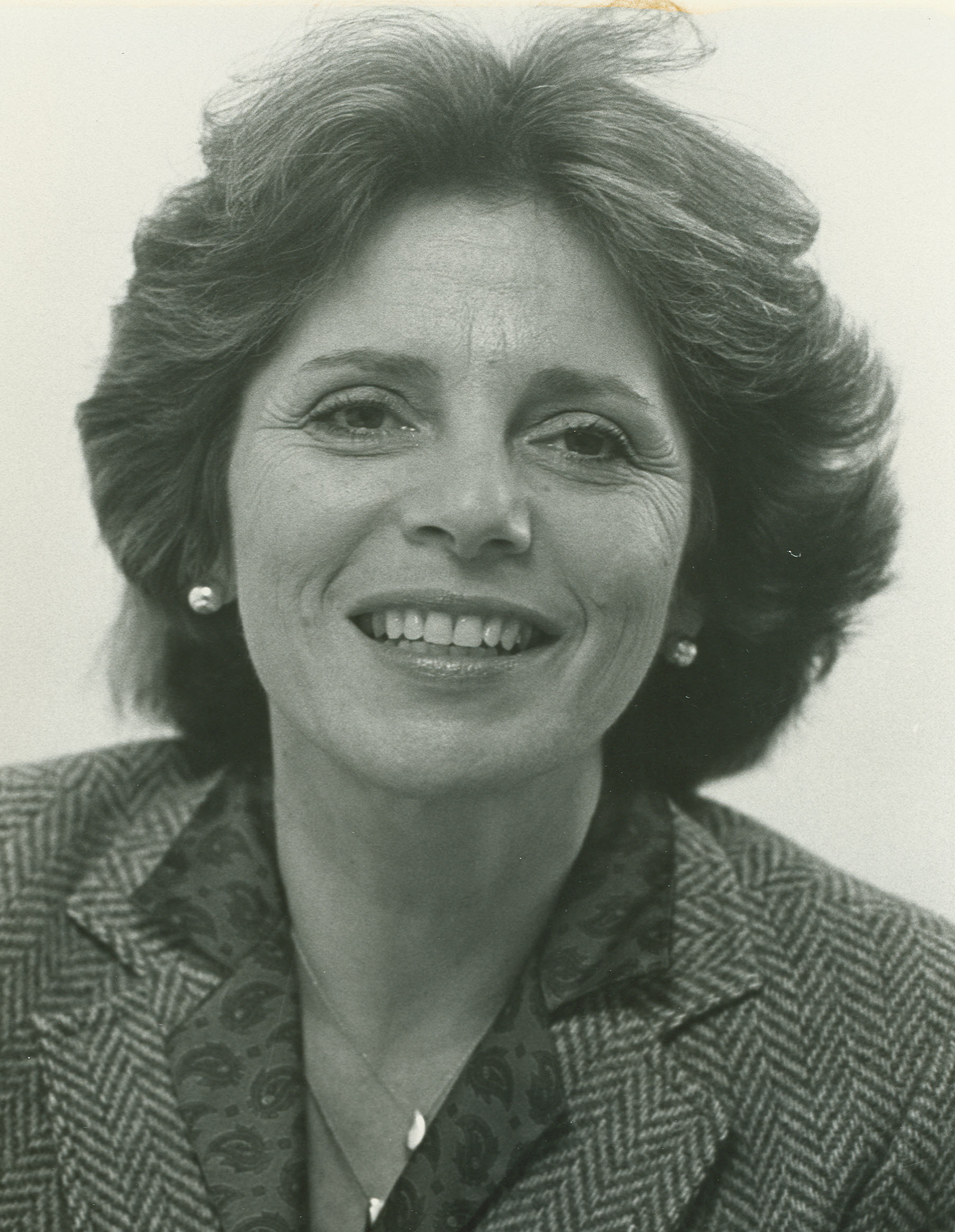
Marge Roukema
(1929–2014)

- Jerry Lewis (1926–2017), Schauspieler und Regisseur
- Robert Wright Campbell (1927–2000), Drehbuchautor, Schriftsteller und Schauspieler
- Joe Cinderella (1927–2012), Jazzmusiker
- Victor J. Kemper (1927–2023), Kameramann
- Dominic Anthony Marconi (* 1927), römisch-katholischer Geistlicher, emeritierter Weihbischof in Newark
- Larry Weiss (1927–2011), Jazzmusiker
- Benjamin Widom (1927–2025), Chemiker und Physiker
- James Cohn (1928–2021), Komponist
- Amaranth Ehrenhalt (* 1928), Maler
- Meredith Gourdine (1929–1998), Weitspringer und Ingenieur
- W. E. B. Griffin (1929–2019), Schriftsteller
- Jerome Kagan (1929–2021), Psychologe
- Allard K. Lowenstein (1929–1980), Politiker
- Bernard Marcus (1929–2024), Unternehmer
- Marge Roukema (1929–2014), Politikerin
- Morton Stevens (1929–1991), Komponist
- Robert Banks (* 1930), Blues-, Gospel- und Jazzmusiker
- Bob Crewe (1930–2014), Songwriter, Musiker, Musikproduzent, Labelbetreiber und Künstler
- Don Goldie (1930–1995), Jazzmusiker
- Herbert Klein (1930–2023), Politiker
- Lee Lozano (1930–1999), Konzept- und Performance-Künstlerin
- Johnny Saxton (1930–2008), Boxer
- Sheldon M. Wolff (1930–1994), Internist und Entzündungsforscher

### 1931–1940
1931–1935:

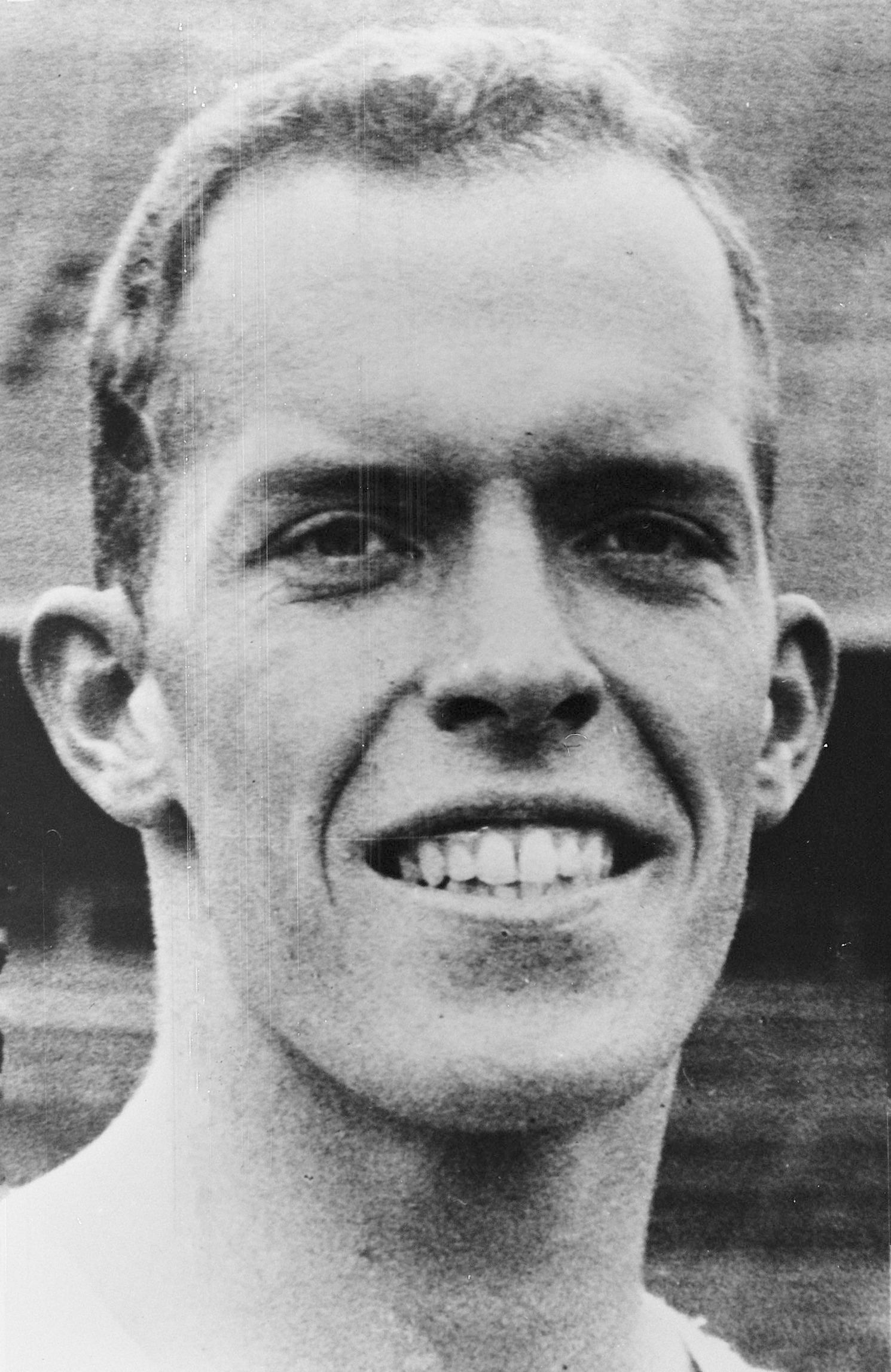
Tom Courtney
(1933–2023)

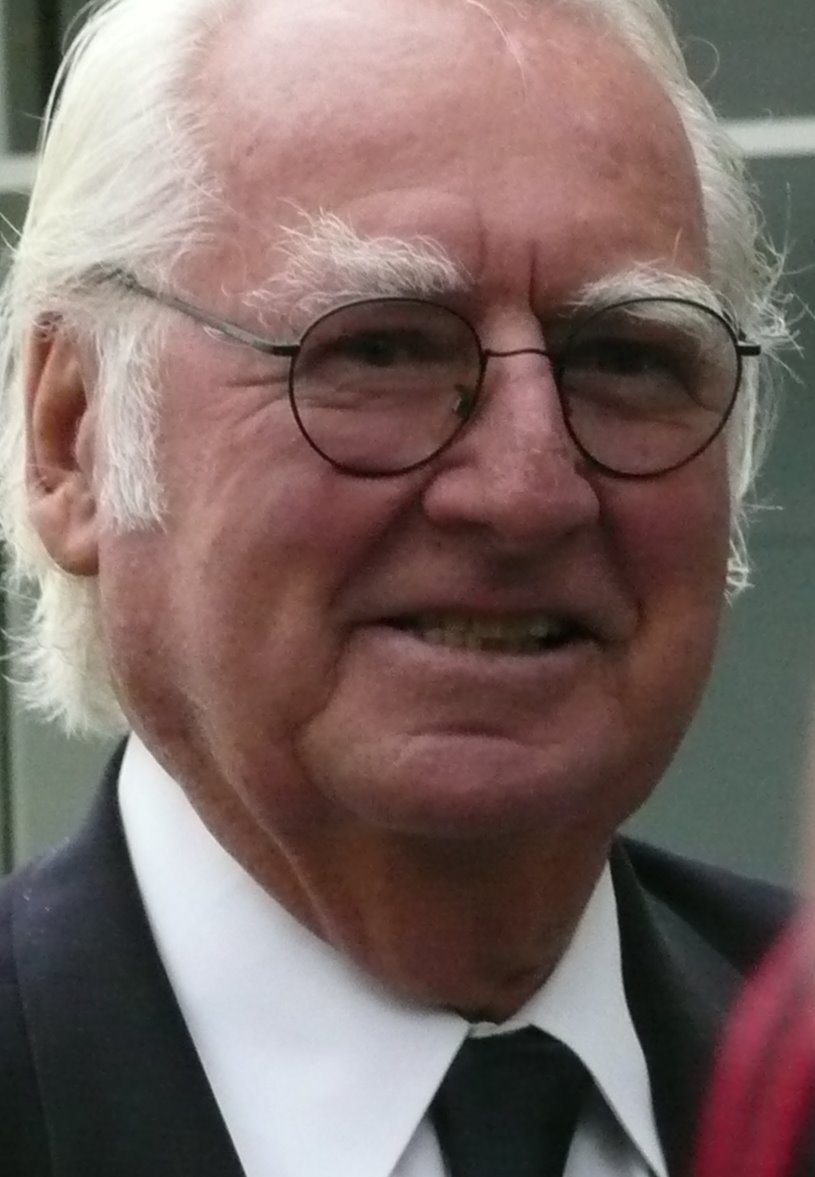
Richard Meier
(* 1934)

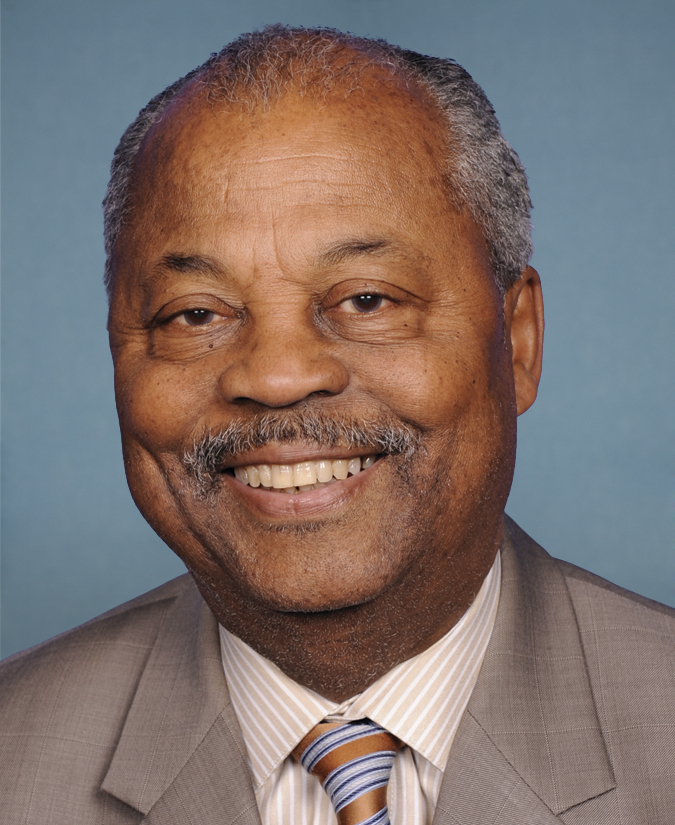
Donald M. Payne
(1934–2012)

- Roy Adler (1931–2016), Mathematiker
- Bob Clotworthy (1931–2018), Wasserspringer und Olympiasieger 1956
- Allen Klein (1931–2009), Geschäftsmann und Chef diverser Plattenfirmen
- Walter C. Pitman (1931–2019), Geophysiker
- Judith Viorst (* 1931), Autorin, Journalistin und Psychoanalytikerin
- Peter Eisenman (* 1932), Architekt
- David A. Prince (* 1932), Neurologe und Epileptologe
- Alan Shorter (1932–1988), Jazz-Trompeter
- Gaddis Smith (1932–2022), Historiker
- Harold Widom (1932–2021), Mathematiker
- David Bailey (1933–2004), Schauspieler
- Salome Bey (1933–2020), Sängerin und Schauspielerin
- Tom Courtney (1933–2023), Leichtathlet und Olympiasieger
- Cissy Houston (1933–2024), Gospel- und Soul-Sängerin; Mutter von Whitney Houston
- Philip Roth (1933–2018), Schriftsteller
- Teri Shields (1933–2012), Schauspielerin und Model
- Wayne Shorter (1933–2023), Jazz-Saxophonist und -Komponist
- Joe Thomas (1933–2017), Jazzmusiker
- Marlene VerPlanck (1933–2018), Jazzsängerin
- Amiri Baraka (1934–2014), Lyriker, Dramatiker, Musikkritiker und Prosaautor
- Richard Meier (* 1934), Architekt und Pritzker-Preis-Träger
- Donald M. Payne (1934–2012), Politiker
- Richard Schechner (* 1934), Theaterregisseur, Produzent und Hochschullehrer
- Michael Tree (1934–2018), Bratschist
- Frankie Valli (* 1934), Pop-Sänger
- Leonard P. Wishart III. (* 1934), Generalleutnant der United States Army
- Ron Carey (1935–2007), Schauspieler
- Nick Massi (1935–2000), Basssänger der Popgruppe The Four Seasons
- Charles Molnar (1935–1996), Computeringenieur
- Judith A. Reisman (1935–2021), Kommunikationswissenschaftlerin und Hochschullehrerin
- Pat Senatore (* 1935), Jazzmusiker
- Jack Keil Wolf (1935–2011), Informatiker

1936–1940:

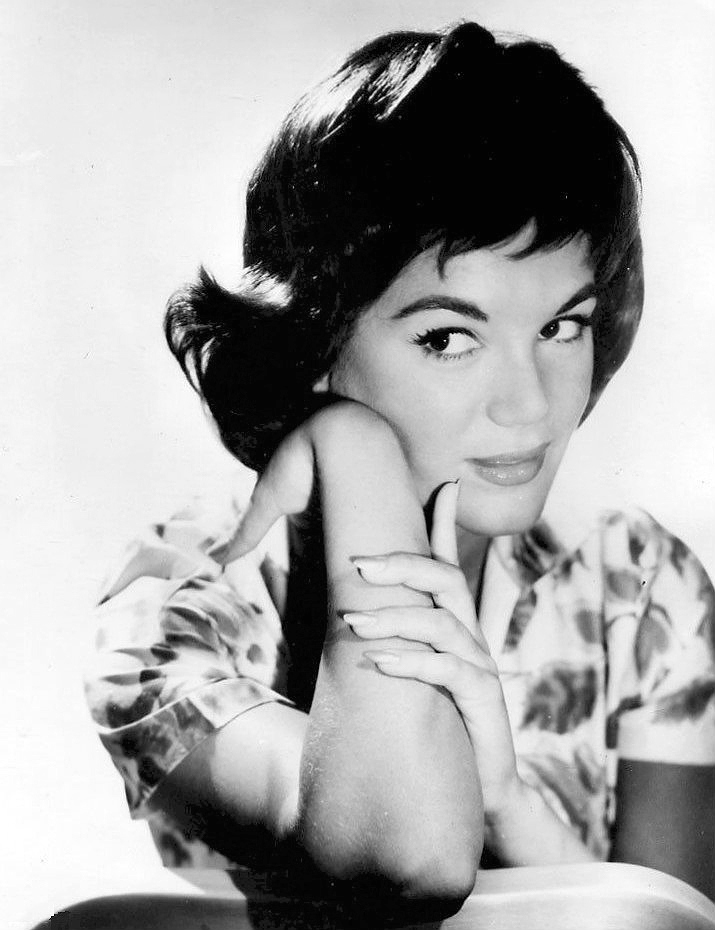
Connie Francis
(1937–2025)

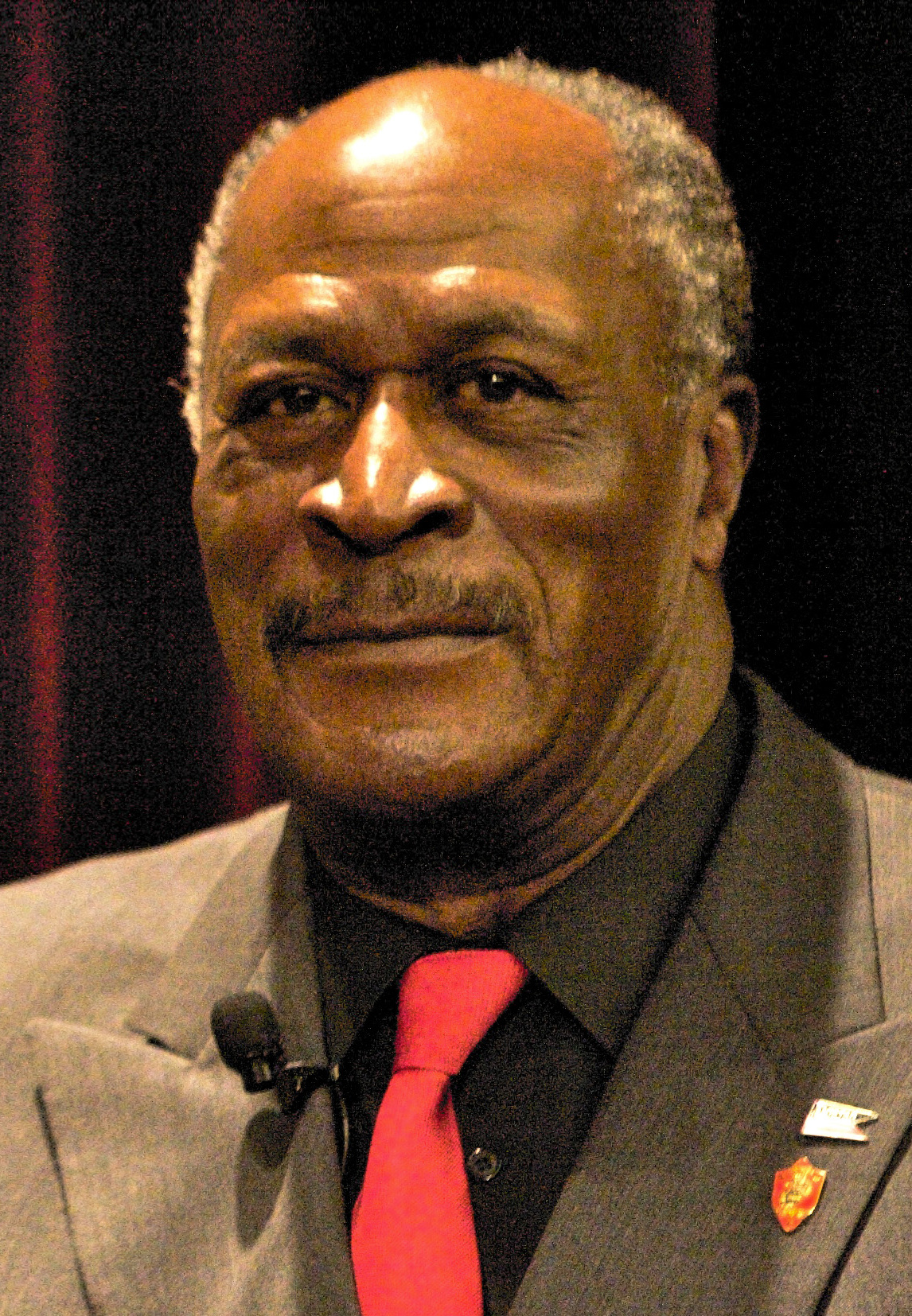
John Amos
(1939–2024)

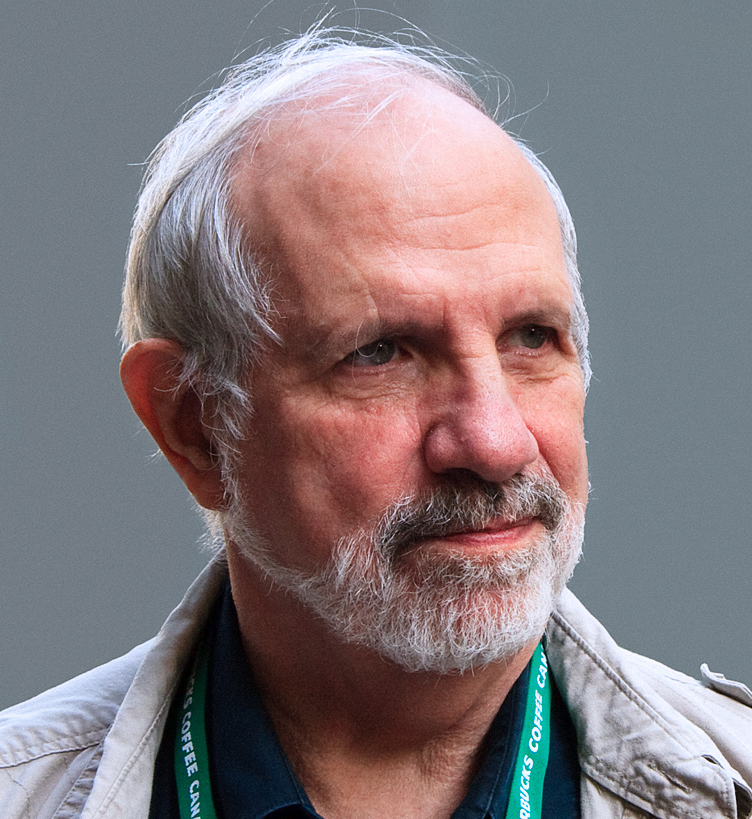
Brian De Palma
(* 1940)

- Al Attles (1936–2024), Basketballspieler und -trainer
- Tom Fuccello (1936–1993), Schauspieler
- Scott LaFaro (1936–1961), Jazzbassist
- Charles Kenneth Williams (1936–2015), Dichter und Pulitzer-Preisträger
- Connie Francis (1937–2025), Pop- und Schlagersängerin
- Eddie Gladden (1937–2003), Musiker
- Leo Stodolsky (* 1937), Physiker
- Ralph Casale  (1938–2023), Gitarrist
- Marcia Freedman (1938–2021), US-amerikanisch-israelische Aktivistin für Frieden, Frauenrechte und LGBT-Rechte
- Irwin Levine (1938–1997), Komponist
- Jimmie Smith (* 1938), Jazz-Schlagzeuger
- George A. Tice (1938–2025), Fotograf
- John Amos (1939–2024), Film- und Fernsehschauspieler und ehemaliger professioneller American-Football-Spieler
- Andy Bey (1939–2025), Jazz-Sänger und Pianist
- Allen Garfield (1939–2020), Schauspieler
- Paul Rabinowitz (* 1939), Mathematiker
- Taurean Blacque (1940–2022), Schauspieler
- Paul Gregory Bootkoski (* 1940), römisch-katholischer Geisakutlicher, Bischof von Metuchen
- Anthony Cerami (* 1940), Biochemiker
- Brian De Palma (* 1940), Filmregisseur
- Malcolm Holzman (* 1940), Architekt
- Marty Sheller (1940–2022), Jazztrompeter und Arrangeur
- Stuart Wurtzel (* 1940), Filmarchitekt
- Larry Young (1940–1978), Jazzmusiker

### 1941–1950

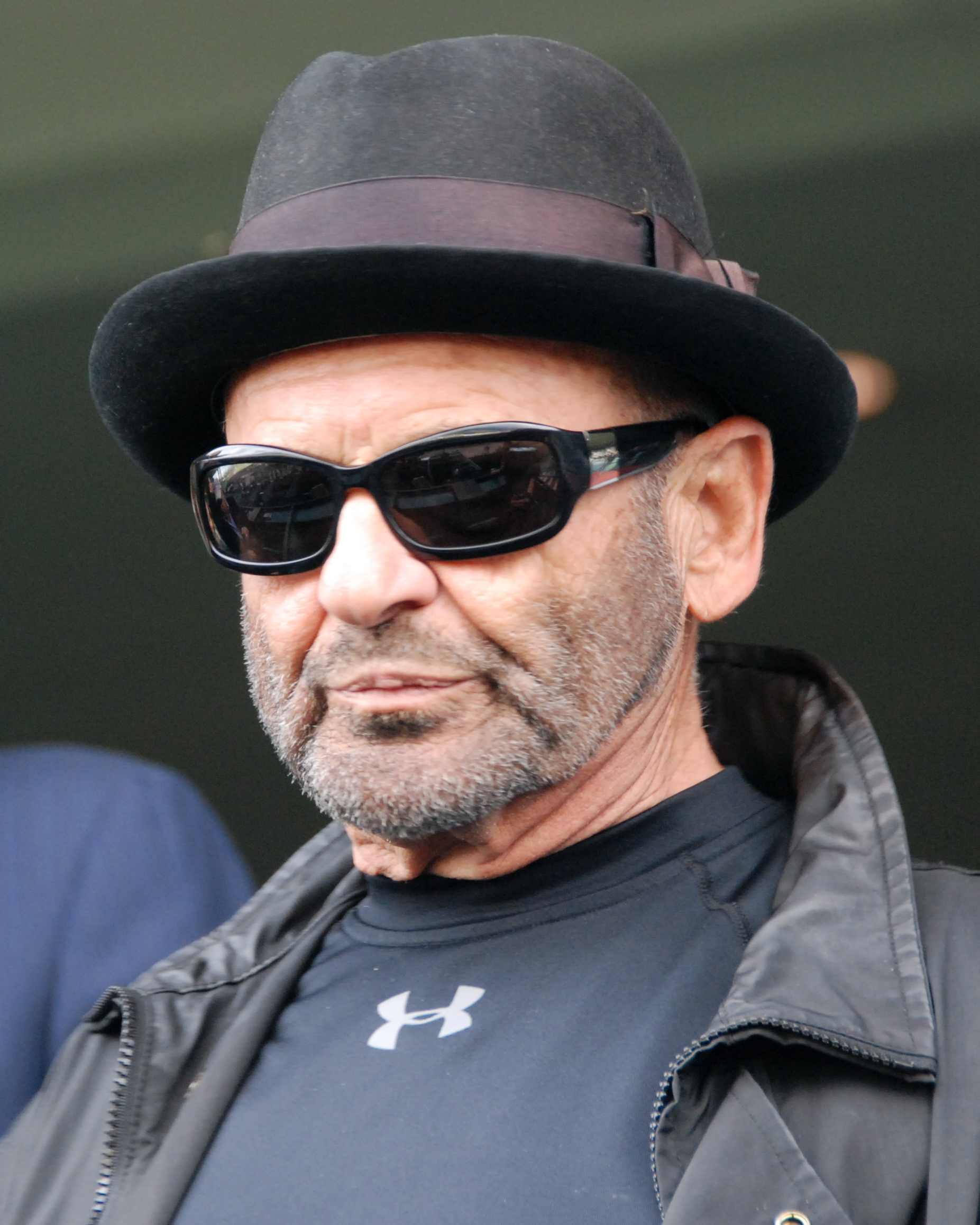
Joe Pesci
(* 1943)

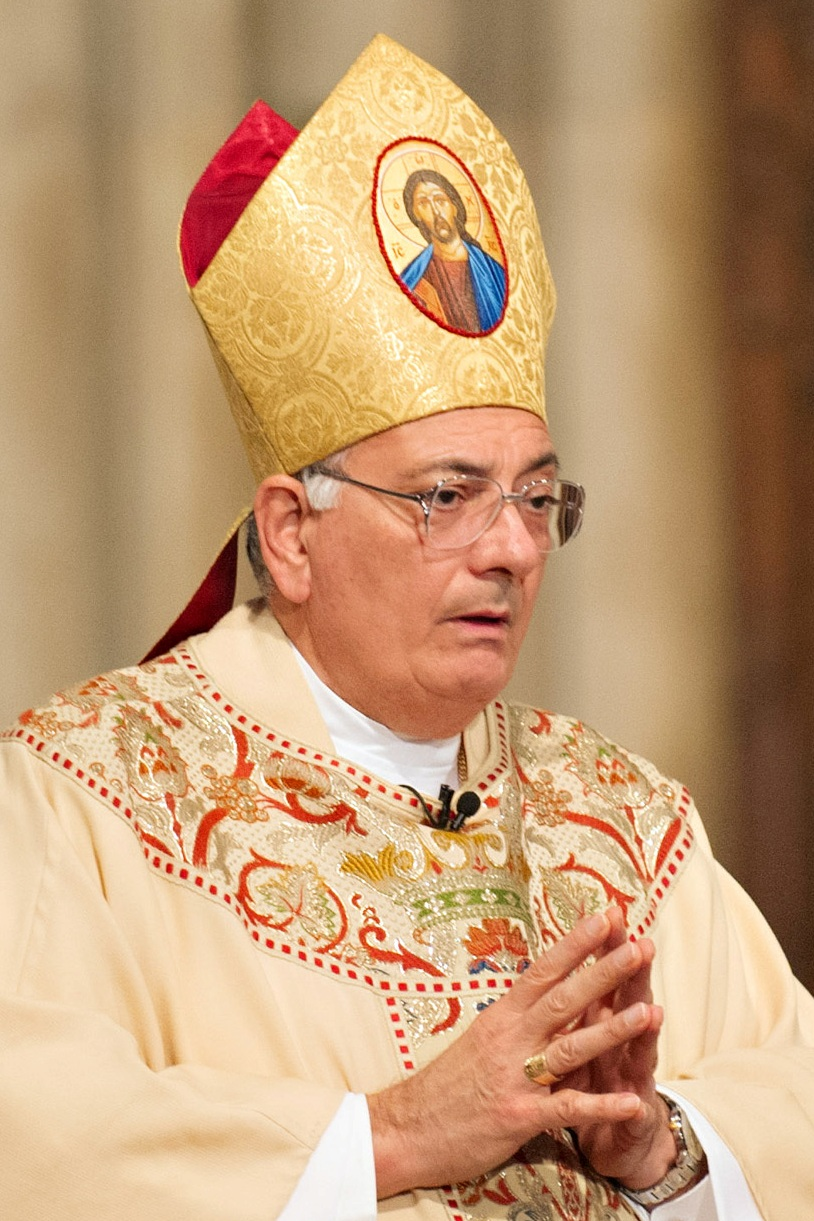
Nicholas Anthony DiMarzio
(* 1944)

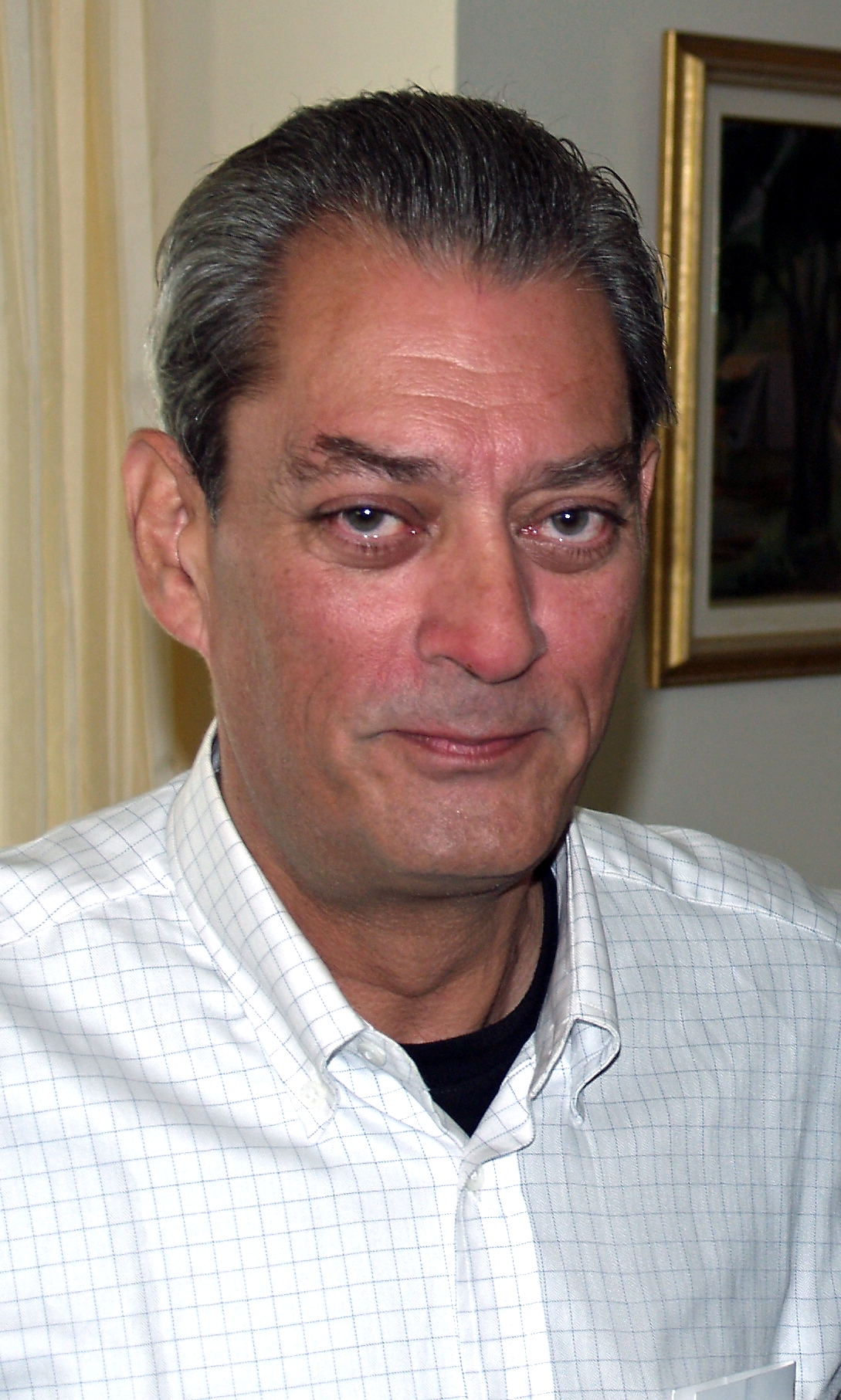
Paul Auster
(1947–2024)

- Lawrence Schulman (* 1941), theoretischer Physiker
- Paul Simon (* 1941), Musiker

- Taurean Blacque (* 1941), Schauspieler[6]
- Buddy Terry (1941–2019), Jazz- und Studiomusiker
- Madeline Bell (* 1942), Soul-Sängerin
- Peter J. Biondi (1942–2011), Politiker
- Raymond Xifo (* 1942), Film- und Theater-Schauspieler
- Gloria Gaynor (* 1943), Sängerin
- Joe Pesci (* 1943), Schauspieler
- Joel Weisman (1943–2009), Mediziner, Arzt für Innere Medizin und forschender AIDS-Pionier
- Nicholas Anthony DiMarzio (* 1944), römisch-katholischer Geistlicher, Bischof von Brooklyn
- Linda Jones (1944–1972), Soul-Sängerin
- Arthur Joseph Serratelli (* 1944), römisch-katholischer Bischof
- Renauld White (1944–2024), US-amerikanisches Model und Schauspieler
- Dick Zimmer (* 1944), Politiker
- Michael Berenbaum (* 1945), Gelehrter, Professor, Rabbi, Schriftsteller und Filmemacher
- Leroy Hutson (* 1945), Soulsänger, Komponist, Musikproduzent und Songschreiber
- Barbara Kruger (* 1945), Konzeptkünstlerin
- Susie Morgenstern (* 1945), französische Kinder- und Jugendbuchautorin
- Dee Dee Warwick (1945–2008), Soul-Sängerin
- Harold M. Weintraub (1945–1995), Genetiker
- Phil Grippaldi (* 1946), Gewichtheber
- Andrew J. Pelak Jr. (1946–2021), Generalmajor der United States Air Force
- Paul Auster (1947–2024), Schriftsteller
- Kali Fasteau (1947–2020), Jazzmusikerin
- David Levin (1948–2017), Ballonsportler
- Andy McCloud (1948–2010), Jazzmusiker und Komponist
- David Schnitter (* 1948), Jazzmusiker
- Scott Allen (* 1949), Eiskunstläufer
- Steve Colson (* 1949), Jazzpianist, Arrangeur und Komponist
- Kenneth D. Rose (* 1949), Paläontologe
- Gwen Guthrie (1950–1999), Sängerin, Pianistin und Songschreiberin
- Mark Blum (1950–2020), Schauspieler
- Andrew Napolitano (* 1950), Jurist
- Glenn Silber (* 1950), Dokumentarfilmer

### 1951–1960

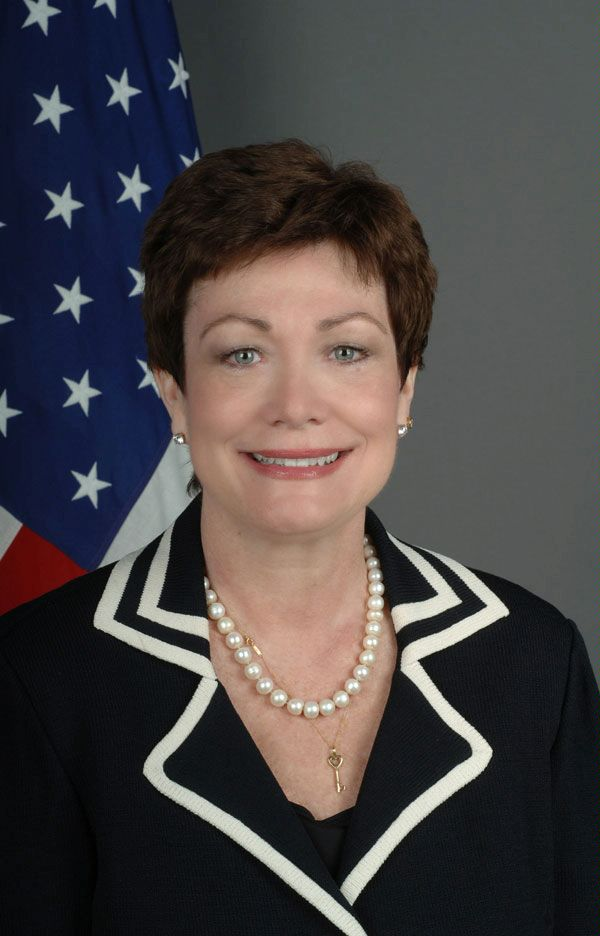
Ellen Tauscher
(* 1951)

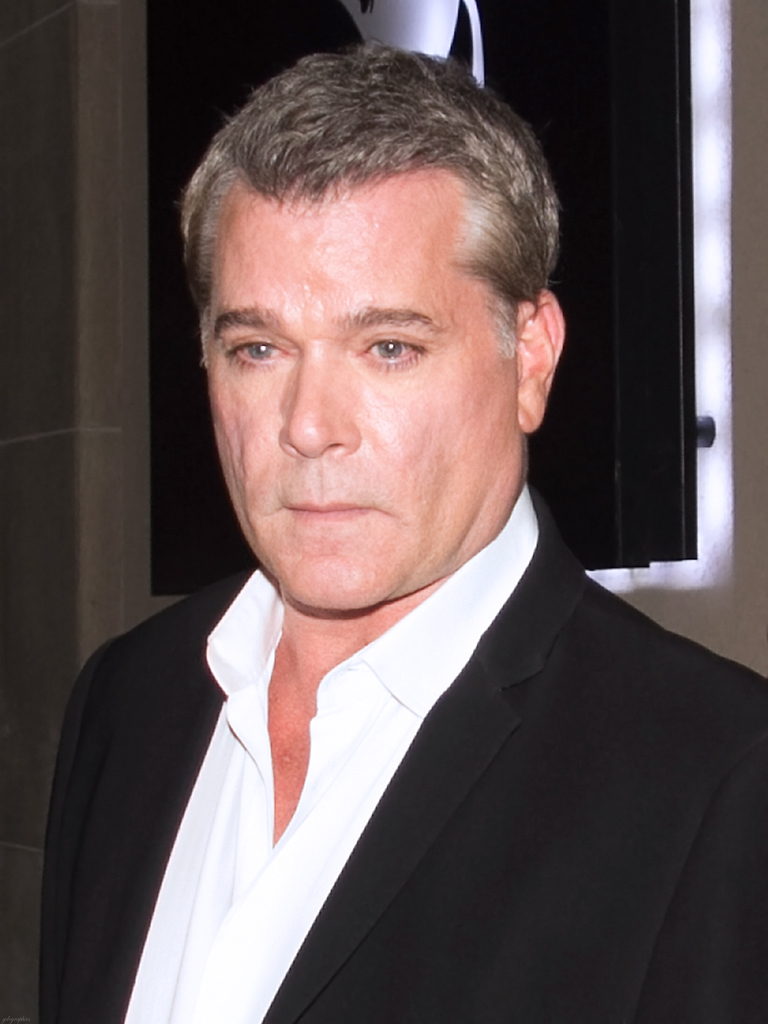
Ray Liotta
(1954–2022)

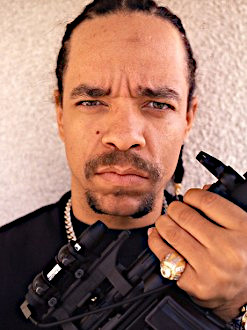
Ice-T
(* 1958)

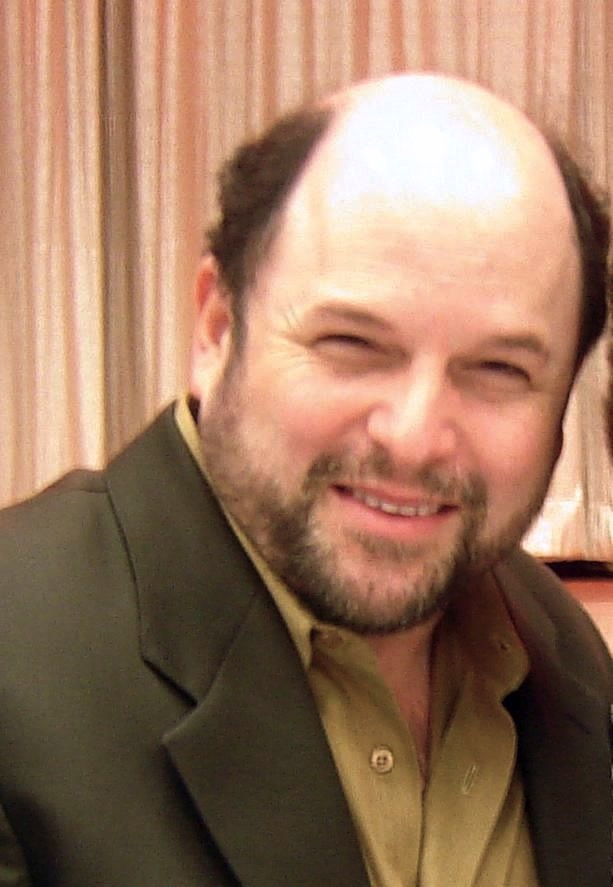
Jason Alexander
(* 1959)

- A. A. Attanasio (* 1951), Science-Fiction- und Fantasyautor
- Ernest R. Dickerson (* 1951), Regisseur und Kameramann
- Larry Fast (* 1951), Musiker
- Fred Schneider (* 1951), Rockmusiker
- Ellen Tauscher (1951–2019), Politikerin und United States Under Secretary of State
- Max Weinberg (* 1951), Schlagzeuger
- Dennis Boutsikaris (* 1952), Schauspieler
- Jim Pugliese (* 1952), Musiker
- Marvelous Marvin Hagler (1954–2021), Profiboxer
- Victor Jones (* 1954), Jazzschlagzeuger
- Ray Liotta (1954–2022), Schauspieler
- Marc Ribot (* 1954), Avantgarde-Gitarrist und Komponist
- Louis Sarno (1954–2017), Musikforscher
- Steve Swell (* 1954), Jazzposaunist
- Thomas F. Duffy (* 1955), Schauspieler
- William Pope.L (1955–2023), Künstler
- Richard Florida (* 1957), Ökonom und Hochschullehrer
- Michael Gulezian (* 1957), Fingerstyle-Gitarrist
- Ice-T (* 1958), Musiker und Schauspieler
- Donald Payne junior (1958–2024), Politiker
- Jason Alexander (* 1959), Schauspieler, Regisseur und Filmproduzent
- Renaldo Nehemiah (* 1959), Leichtathlet
- Marc Shaiman (* 1959), Filmkomponist
- Todd Solondz (* 1959), Filmregisseur und Drehbuchautor

### 1961–1980
- Dez Cadena (* 1961), Musiker
- Vernon Campbell (* 1961), Schauspieler
- Narciso Rodriguez (* 1961), Modeschöpfer
- David Toub (* 1961), Komponist
- Chris Christie (* 1962), Politiker
- Harlan Coben (* 1962), Krimi-Autor

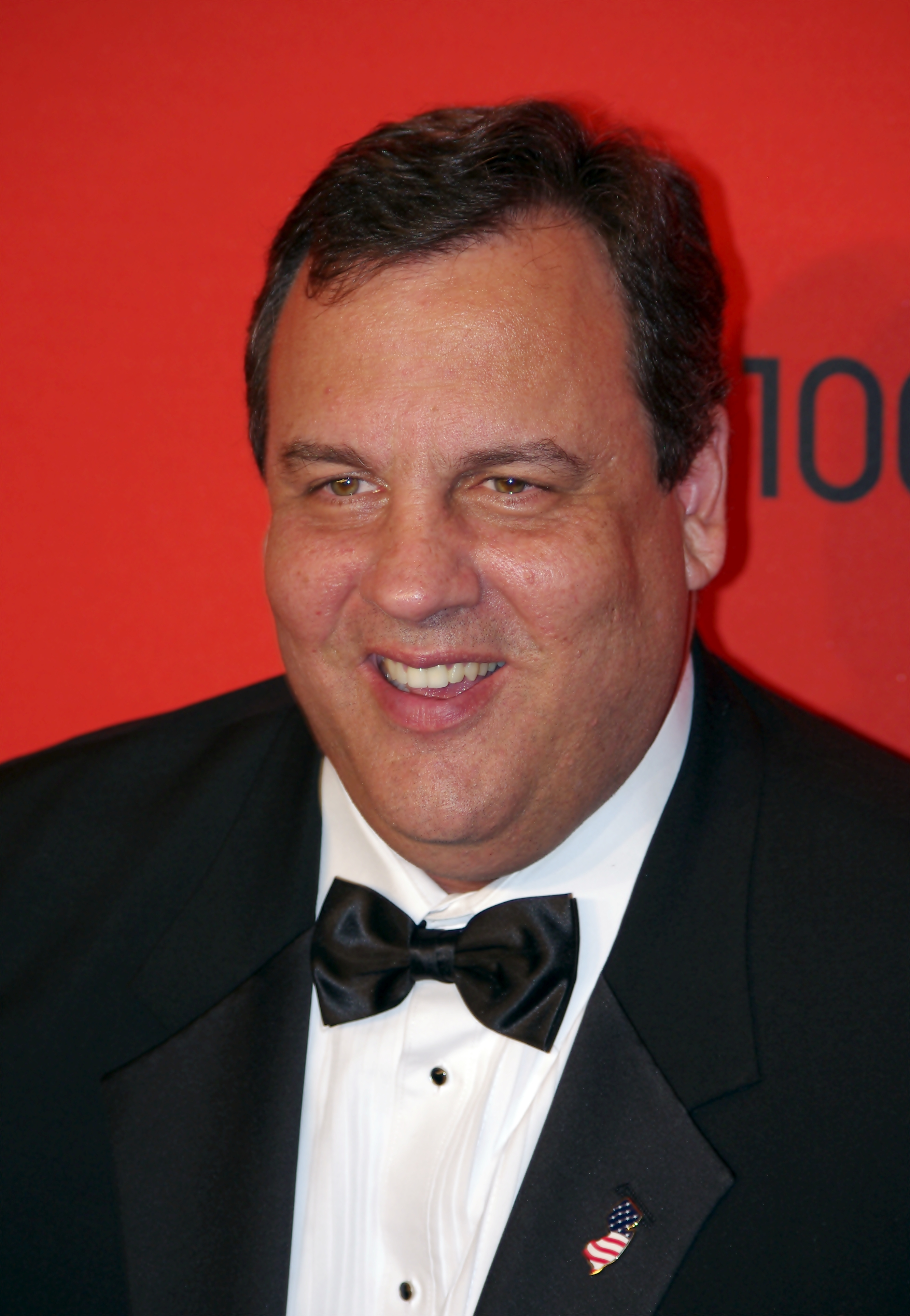
Chris Christie
(* 1962)

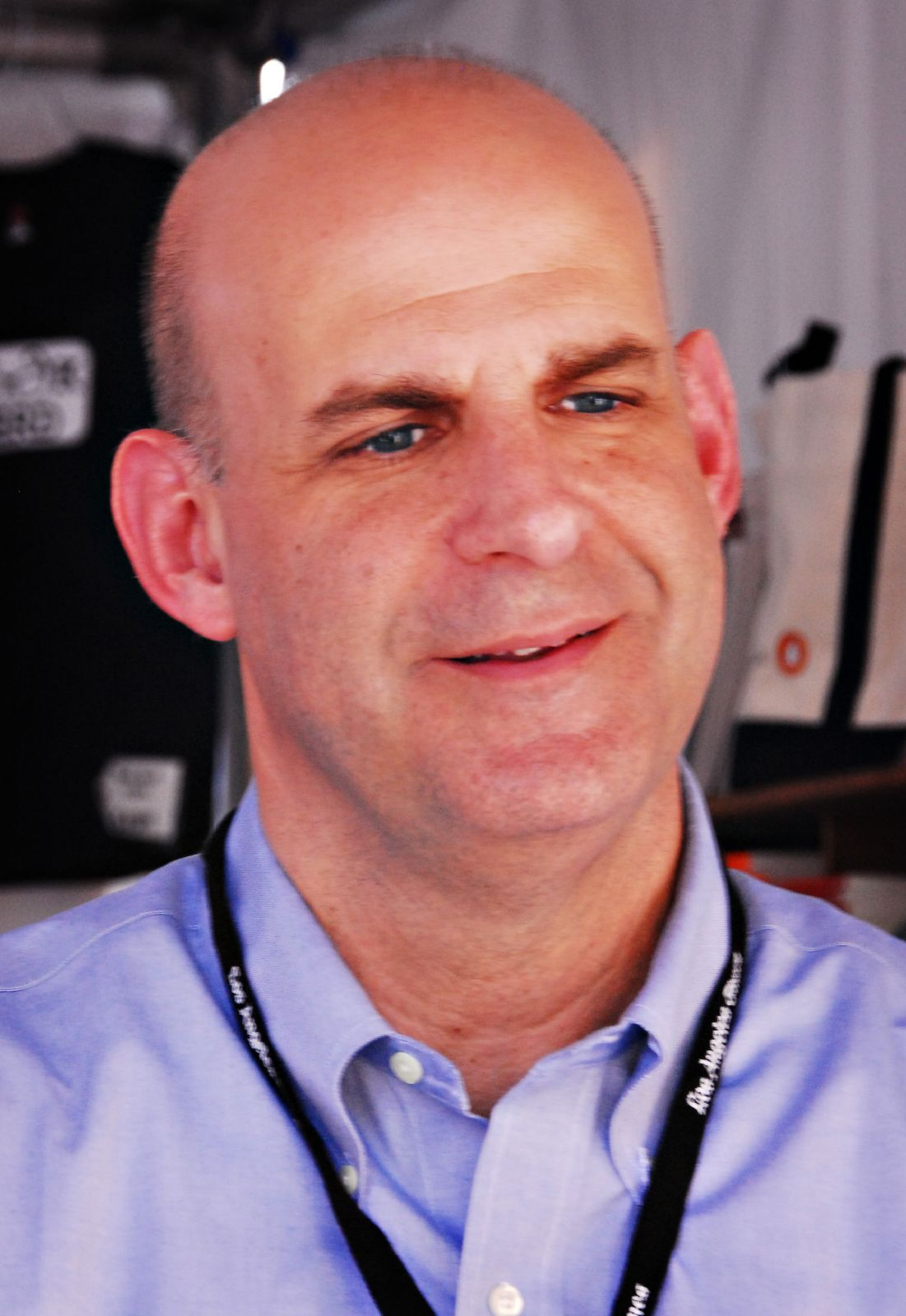
Harlan Coben
(* 1962)

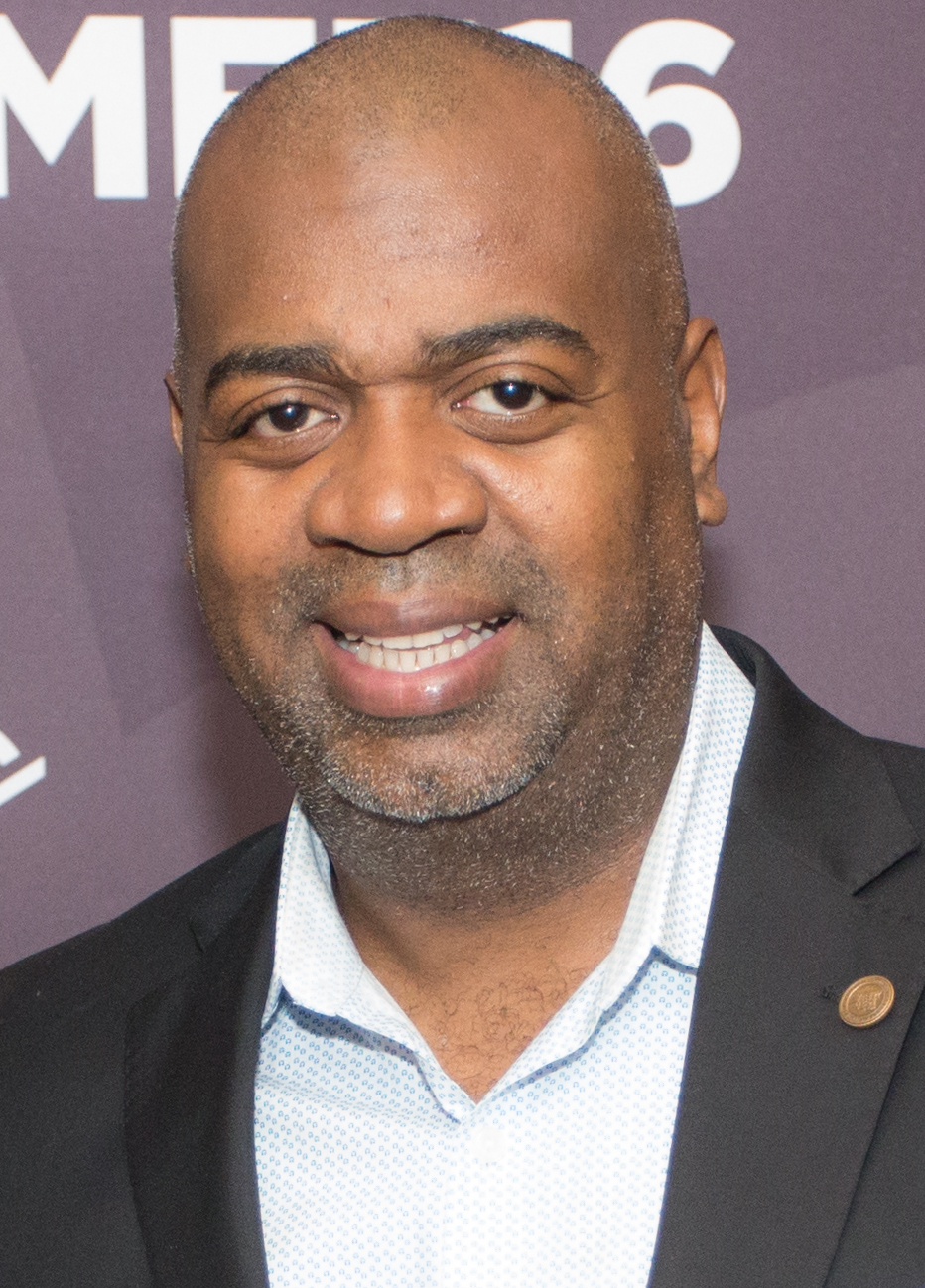
Ras J. Baraka
(* 1970)

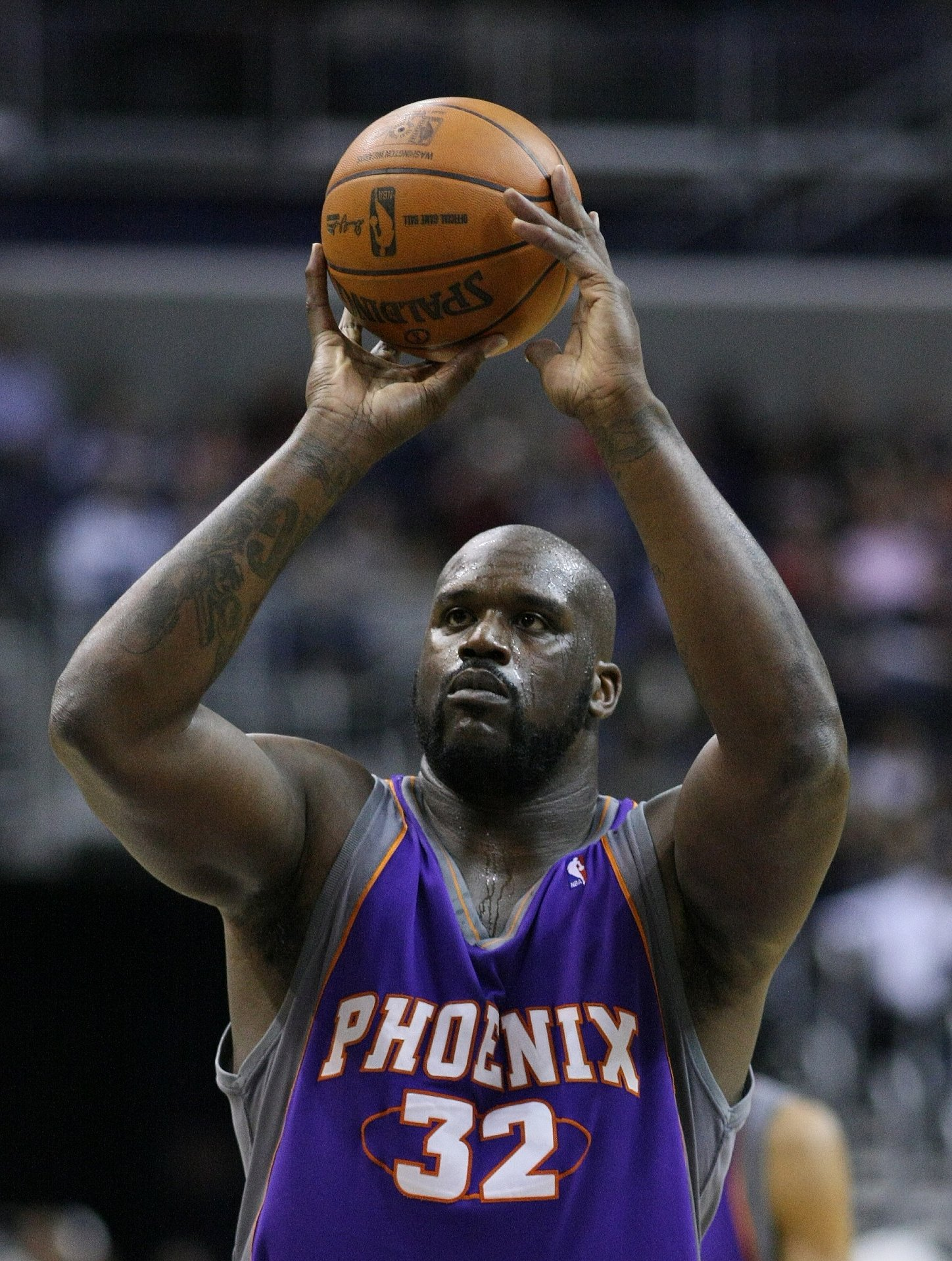
Shaquille O’Neal
(* 1972)

- Tony Dawson-Harrison aka Captain Hollywood (* 1962), Musiker
- Michael Saporito (* 1962), römisch-katholischer Geistlicher und Weihbischof in Newark
- Whitney Houston (1963–2012), Sängerin und Schauspielerin
- David Fiuczynski (* 1964), Jazz-Fusion-Gitarrist
- Keith Gatlin (* 1964), Basketballspieler
- Nil Lara (* 1964), Musiker
- Richard Matuszewski (* 1964), Tennisspieler
- Ian Ziering (* 1964), Schauspieler
- Mark McSwain (* 1965), US-amerikanisch-belgischer Basketballspieler
- Tate George (* 1968), Basketballspieler[7]
- Fred Herzog (* 1969), Basketballspieler
- Ras J. Baraka (* 1970), Politiker; seit 2014 Bürgermeister von Newark
- Queen Latifah (* 1970), Hip-Hop-Musikerin und Schauspielerin
- Redman (* 1970), Rapper
- Marietta Sirleaf (* 1970), Filmschauspielerin und Comedienne
- Jason Friedberg (* 1971), Regisseur und Drehbuchautor
- Jennifer Schwalbach Smith (* 1971), Schauspielerin und Regisseurin
- Shaquille O’Neal (* 1972), Basketballspieler
- Eric Williams (* 1972), Basketballspieler[8]
- Savion Glover (* 1973), Stepptänzer und Choreograph
- Jermaine Hopkins (* 1973), Schauspieler
- Faruq Saleem (* 1973), Schwergewichtsboxer
- Dremiel Byers (* 1974), Ringer
- Rah Digga (* 1974), Rapperin
- Raheem DeVaughn (* 1975), R&B-Sänger
- Raymond Toro (* 1977), Gitarrist bei My Chemical Romance
- J. D. Williams (* 1978), Schauspieler[9]
- Keshia Knight Pulliam (* 1979), Schauspielerin
- Tyshawn Sorey (* 1980), Jazzmusiker
- Mikey Way (* 1980), Musiker

### 1981–2000
- Alex Vincent (* 1981), Schauspieler

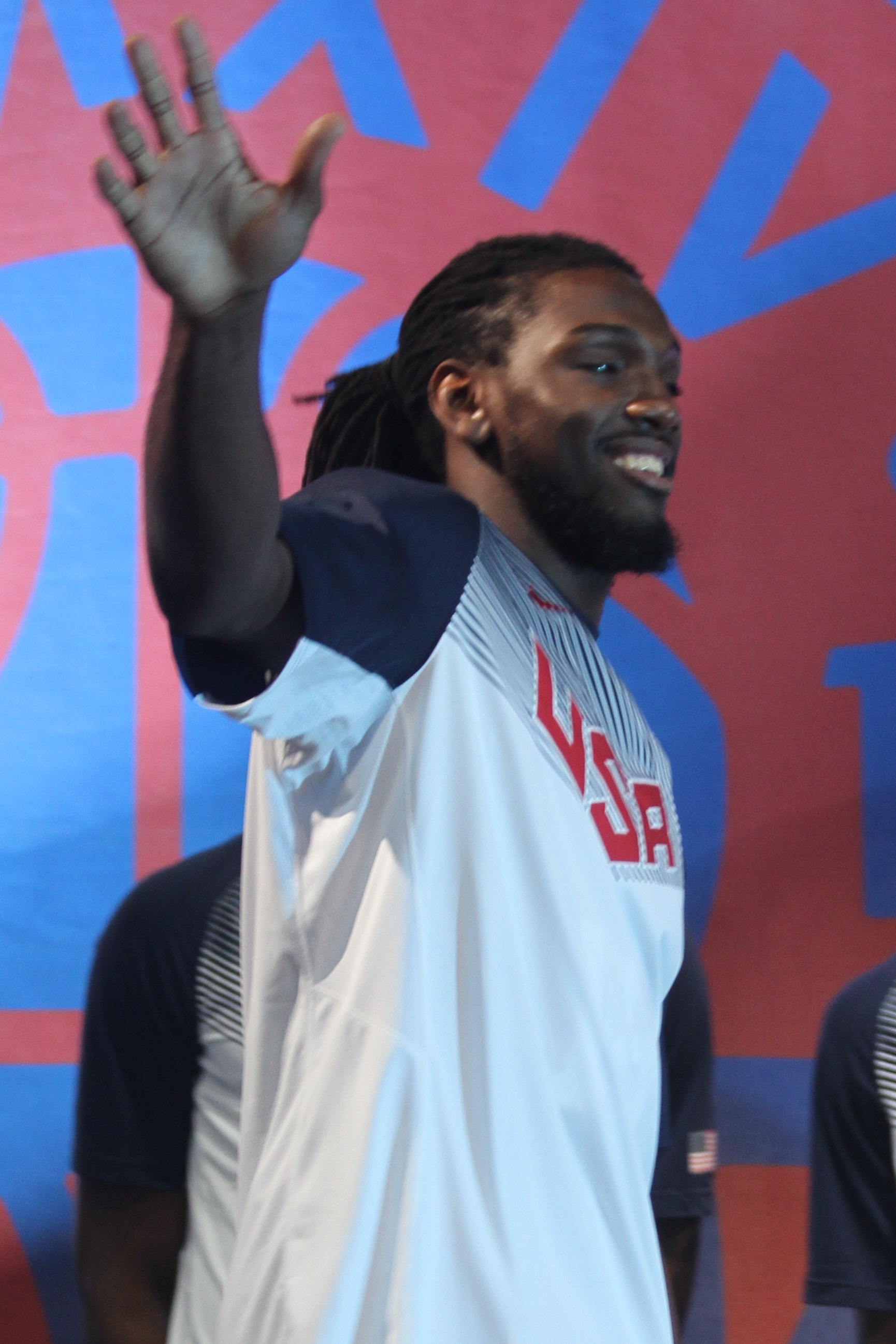
Kenneth Faried
(* 1989)

- Melvin Creddle (* 1982), Basketballspieler
- Randy Foye (* 1983), Basketballspieler
- Raymond Jordan (* 1986), Ringer
- LaMonica McIver (* 1986), Politikerin
- Kellindra Zackery (* 1988), Basketballspielerin
- Brittany Underwood (* 1988), Schauspielerin und Sängerin
- Kenneth Faried (* 1989), Basketballspieler
- Jamale Davis (* ≈1990), Jazzmusiker
- Eric Ebron (* 1993), American-Football-Spieler
- Lucky Jones (* 1993), Basketballspieler[10]
- Tajae Sharpe (* 1994), American-Football-Spieler
- Brittney Sykes (* 1994), Basketballspielerin
- Chiaka Ogbogu (* 1995), Volleyballspielerin
- Bam Adebayo (* 1997), Basketballspieler
- Shakur Stevenson (* 1997), Boxer im Bantamgewicht
- Dälek (gegründet 1998), Hip-Hop-Gruppe
- Jahan Dotson (* 2000), American-Football-Spieler